# Sant Salvador d'Entença
L'ermita de Sant Salvador d'Entença està situada als afores de l'entitat de població d'Entença, que pertany al municipi de Benavarri, a la Ribagorça.

## Festes
Cada 6 d'agost hi té lloc la romeria en honor de Sant Salvador.